# Mřina
Mřina (Daphniphyllum), česky též lýkovcovník, je jediný rod čeledi mřinovité, náležející do řádu lomikamenotvaré dvouděložných rostlin. Jsou to stálezelené keře a stromy s jednoduchými listy nahloučenými na koncích větví a drobnými květy v hroznovitých květenstvích. Rod zahrnuje asi 30 druhů a je rozšířen v Asii a Australasii. Nejvíc druhů roste v tropické jihovýchodní Asii. Některé druhy jsou v zemích s teplejším klimatem pěstovány jako okrasné dřeviny, poskytují dřevo či olej nebo jsou využívány v medicíně.

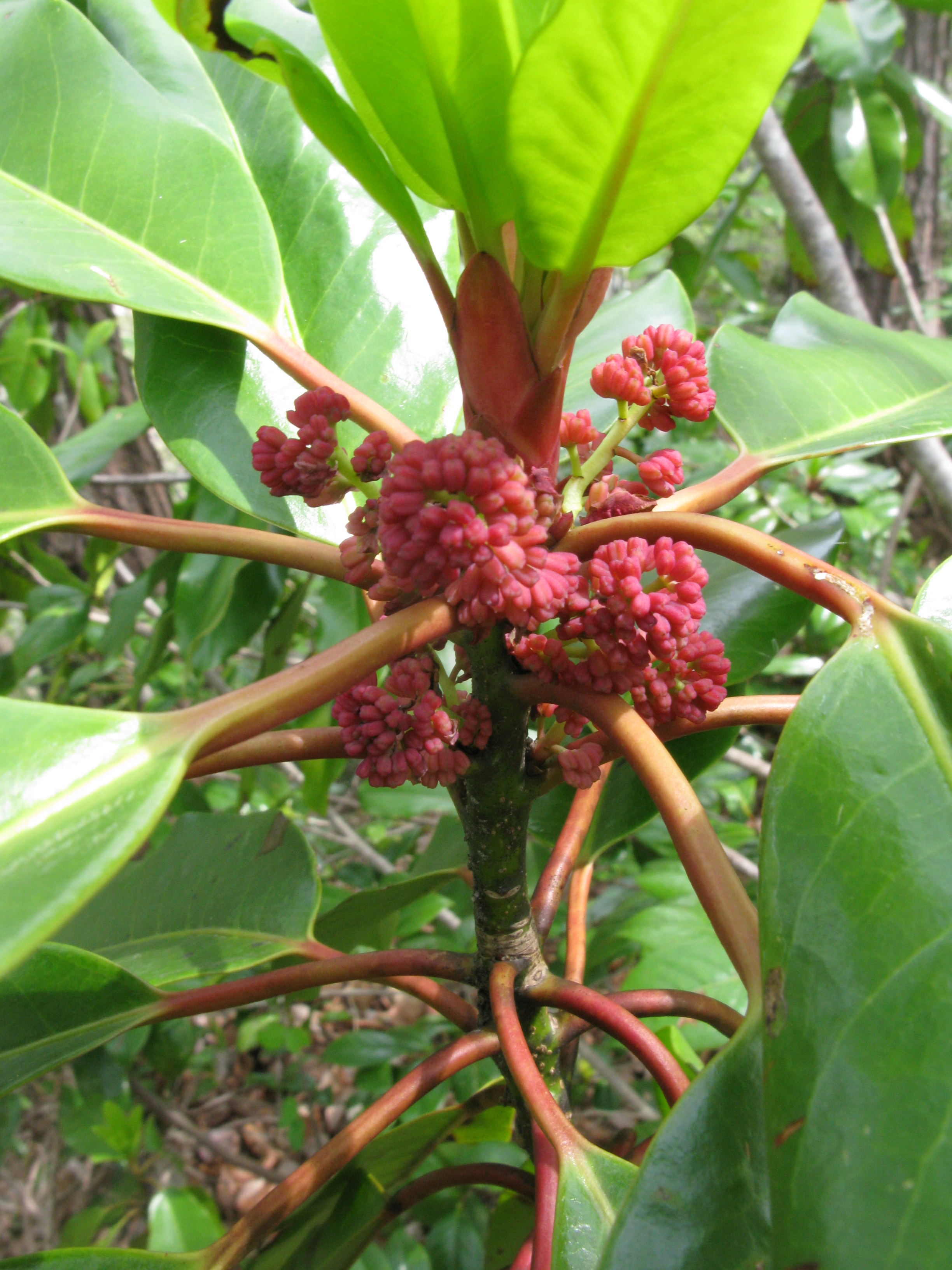
Kvetoucí mřina velkonohá

## Popis
Mřiny jsou dvoudomé stálezelené keře a stromy. Listy jsou jednoduché, řapíkaté, střídavé a obvykle nahloučené na koncích větví, výjimečně vstřícné nebo přeslenité. Čepel listů je tenká až kožovitá, celokrajná, se zpeřenou žilnatinou. Palisty chybějí. Květy jsou jednopohlavné, malé, pravidelné, uspořádané v úžlabních hroznech. Kalich je zvonkovitý až miskovitý, tvořený 3 až 6 laloky, nebo chybí. Koruna chybí. Samčí květy obsahují 5 až 14 tyčinek. Tyčinky jsou volné nebo na konci spojené. V samičích květech je spodní semeník, srostlý ze 2 plodolistů a neúplně rozdělený na 2 (až 4) komůrky, obsahujícími obvykle po 2 vajíčkách. Plodem je jednosemenná peckovice.

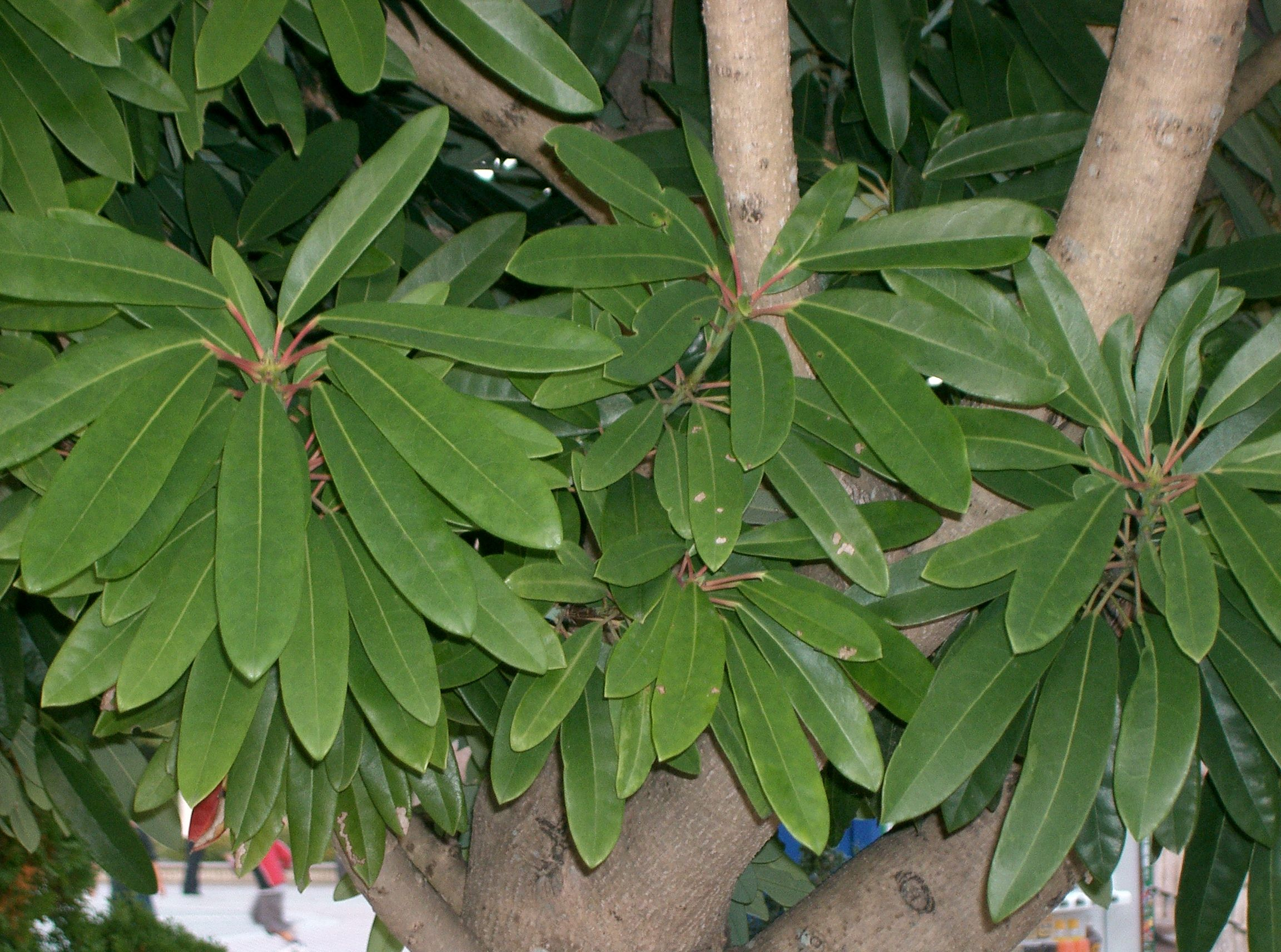
Listy D. teysmannii
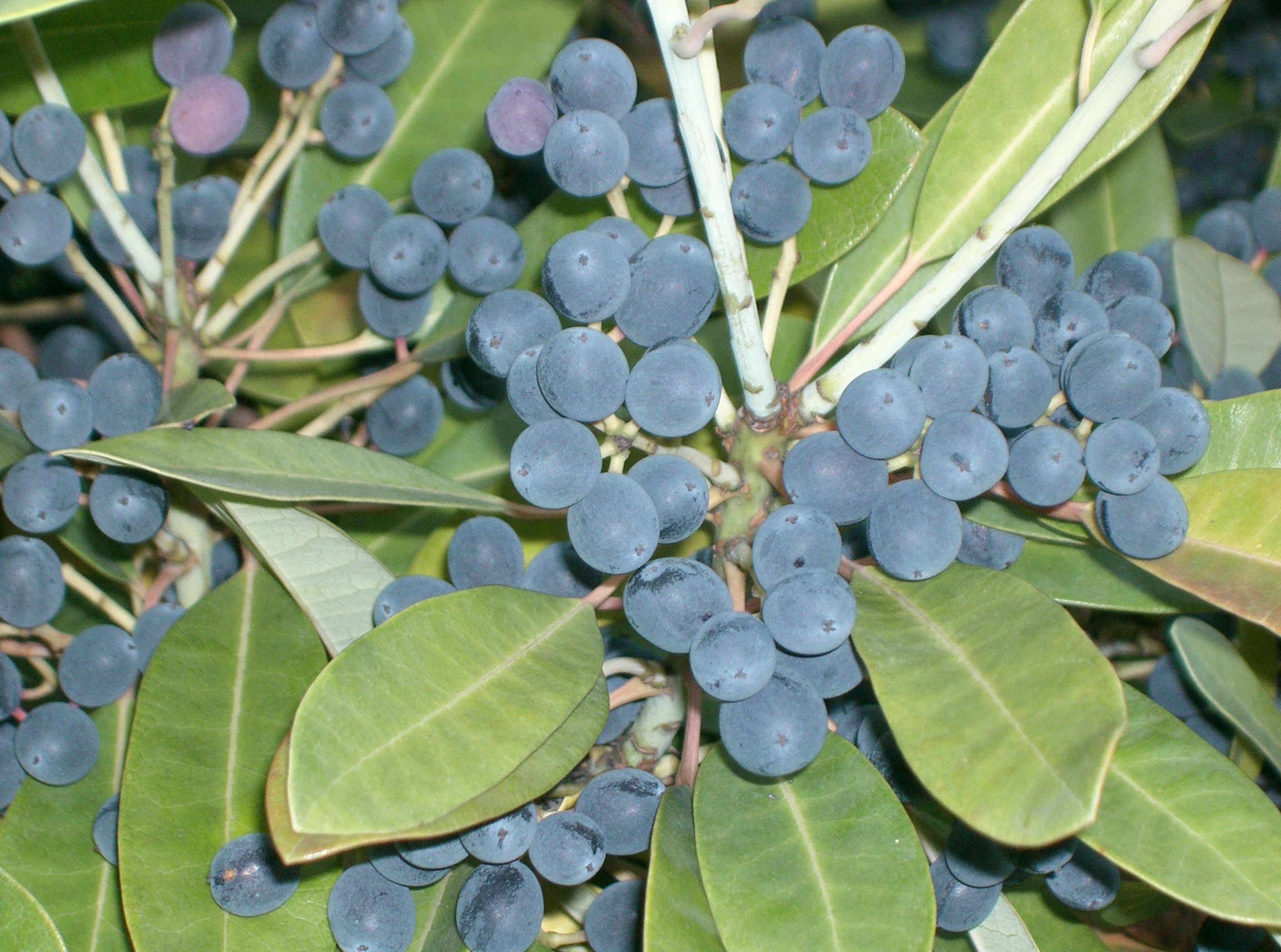
Plody D. teysmannii

## Rozšíření
Rod zahrnuje 30 až 35 druhů a je rozšířen pouze v Asii a Australasii. Areál rozšíření sahá od jižní a severovýchodní Indie, východního Nepálu a Srí Lanky přes Čínu po Japonsko a jihovýchodní Asii a dále až po Papuu Novou Guineu a Šalomounovy ostrovy. Na australském kontinentu není rod zastoupen. Nejvíce druhů se vyskytuje v tropické jihovýchodní Asii. V Číně roste 10 druhů. Mřiny nejčastěji rostou v horských lesích, na travnatých pláních a křovinách v nadmořských výškách od 300 do 4000 metrů.

## Taxonomie
Čeleď Daphniphyllaceae je v současné taxonomii řazena do řádu Saxifragales. Nejblíže příbuznými skupinami jsou čeledi zmarličníkovité (Cercidiphyllaceae) a vilínovité (Hamamelidaceae).
V minulosti nebylo zařazení této čeledi jednoznačné. Cronquist i Tachtadžjan řadili čeleď Daphniphyllaceae do samostatného řádu Daphniphyllales v rámci podtřídy Hamamelidae. V jiných systémech byl rod vřazen např. do čeledi Euphorbiaceae (Bentham & Hooker) nebo do řádu Buxales (Dahlgren).

## Obsahové látky
Všechny druhy mřiny obsahují alkaloidy ze skupiny dafnifylinu, odvozené od triterpenu skvalenu. Z dalších alkaloidů jsou přítomny yuzurin a dafnilakton. Z listů mřiny velkonohé byly dále izolovány iridoidní glukosidy asperulin a dafnylosid. Semena jsou bohatá na bílkoviny a tuky a neobsahují škrob.

## Zástupci
- mřina himálajská (Daphniphyllum himalense), též lýkovcovník himálajský
- mřina velkonohá (Daphniphyllum macropodum), též lýkovcovník velkonohý[5][6][7]

## Význam
Některé druhy jsou pěstovány jako okrasné dřeviny a existují i zahradní kultivary např. s různě variegátními listy. Pro mřinu velkonohou (D. macropodum) je udávána minimální zóna odolnosti 8 (v některých případech až zóna 7) a je možno ji pěstovat v teplejších oblastech Evropy. Pěstuje se též druh D. teysmannii.
Dřevo některých druhů (D. macropodum, D. paxianum) je v Číně používáno např. k výrobě nábytku. Olej ze semen D. calycinum slouží k výrobě mýdla a jako mazadlo. Kořeny a listy mají význam v čínské medicíně.
Mřina velkonohá je vysazena v Pražské botanické zahradě v Tróji.

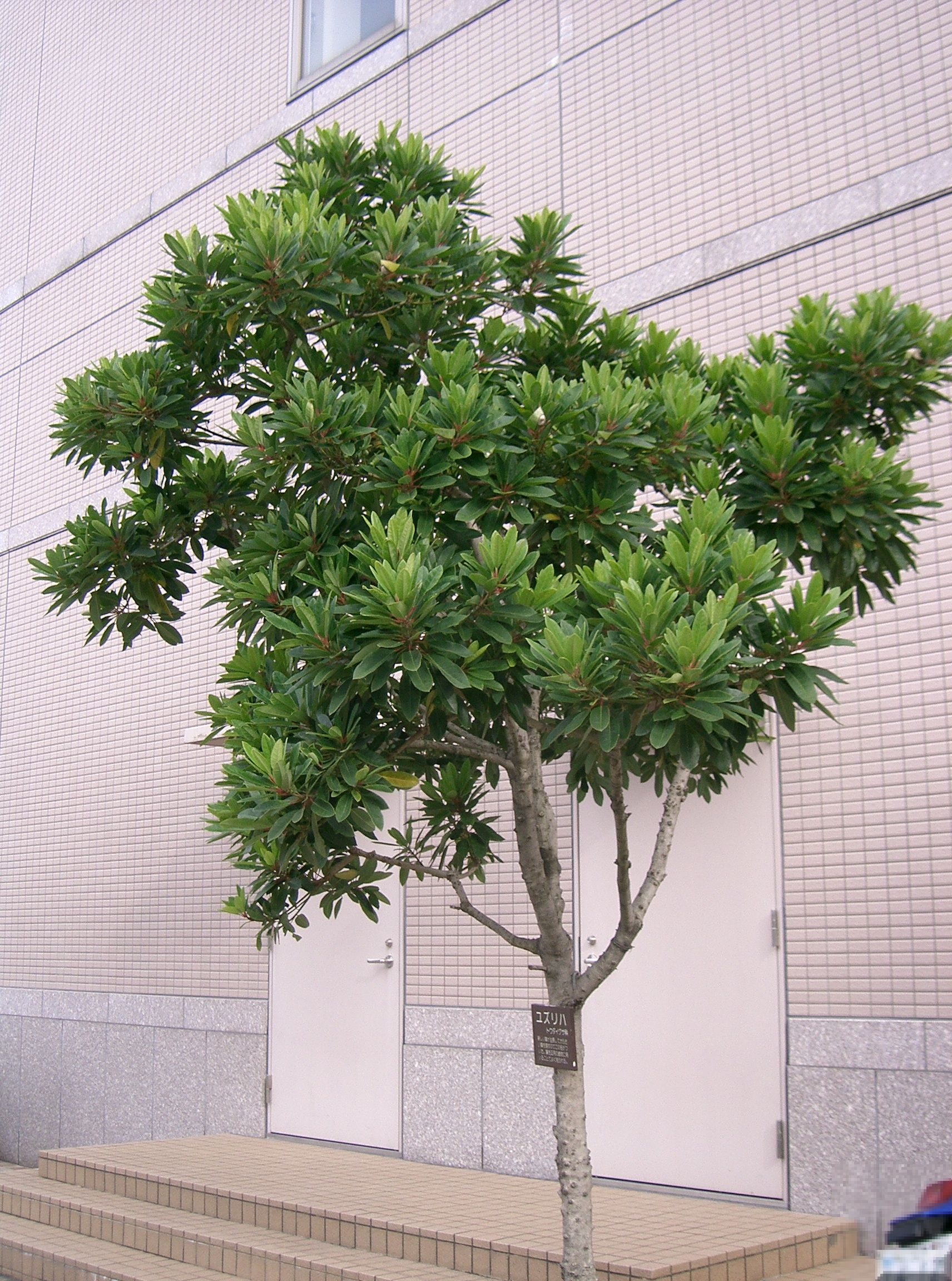
Mřina velkonohá v Japonsku
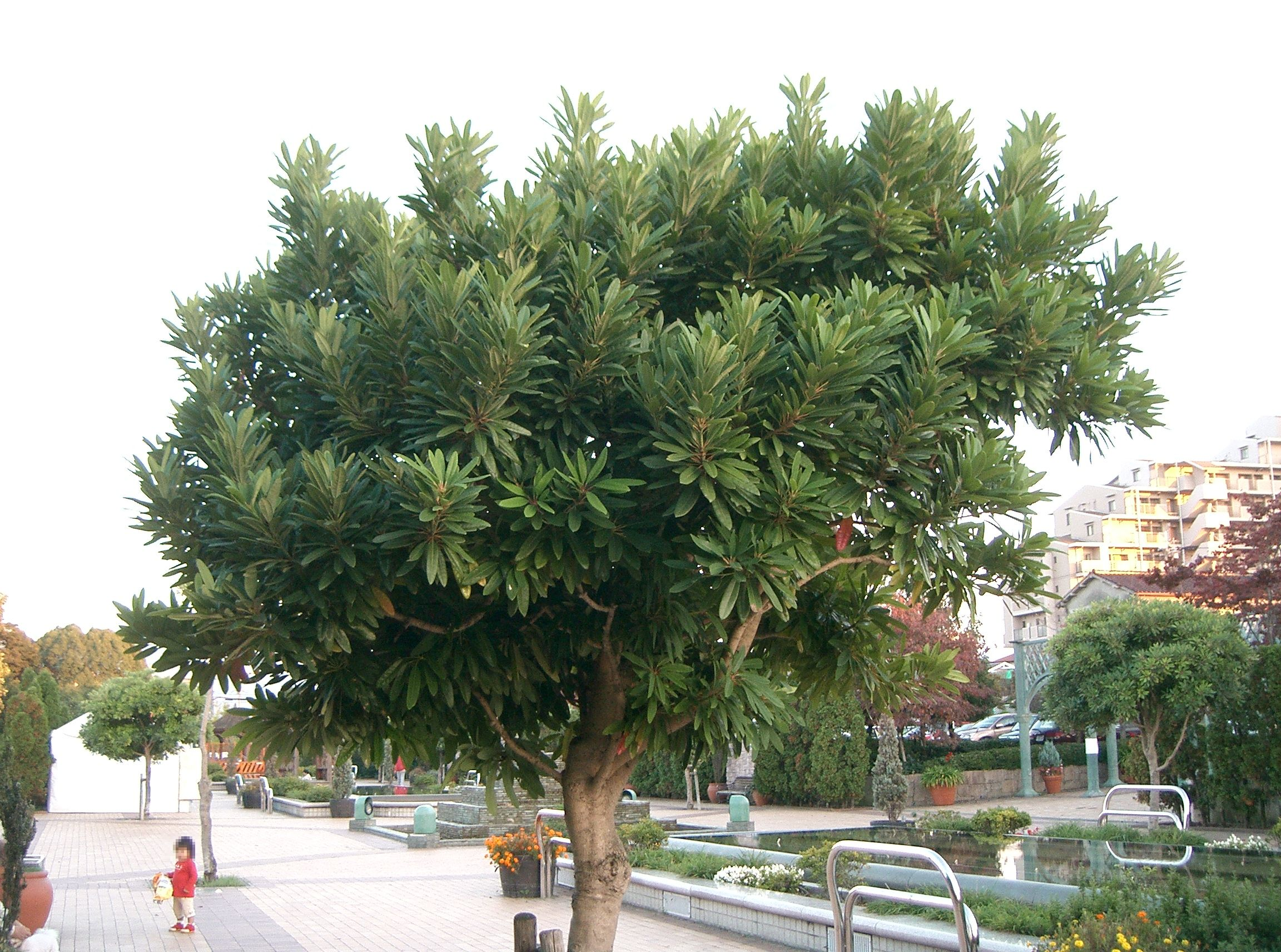
D. teysmannii v Japonsku